# Colin McRae Rally 2005
Colin McRae Rally 2005 (Colin McRae Rally 2005 Plus na versão PSP) é um jogo eletrônico de corridas desenvolvido pela produtora britânica Codemasters e lançado em 2004 para PlayStation 2, Windows, Xbox, e em 2007 para PlayStation Portable.